# 안드레아 콘티
안드레아 콘티(이탈리아어: Andrea Conti, 1994년 3월 2일 ~ )는 이탈리아의 축구 선수로, 현재 이탈리아 세리에 A의 UC 삼프도리아 소속이다. 포지션은 라이트 백이다.